# ShiaOnline.dk
Shiaonline.dk er et shiitisk forum på internettet, som er oprettet 10. oktober 2005.
På forummet diskuteres hovedsageligt Islam, men der er også mulighed for fri debat og for at stille spørgsmål. Et særligt forum vedrører fiqh, hvor alle har mulighed for stille spørgsmål omkring islamisk retsvidenskab. Spørgsmål herom oversættes af udvalgte medlemmer til enten arabisk eller engelsk, hvorefter de sendes til besvarelse hos anerkendte shiitiske lærde.
Hjemmesiden er ejet og drevet af Unge Muslimer gruppen.

## Hacking
Som led i en "kold" krig mellem shiitiske og sunnitiske hackere på internettet blev shiaonline.dk d. 08.10.08 udsat for Hacking fra hackere, som påstår, at de er sunnimuslimer.[kilde mangler]